# Nea-Kirche

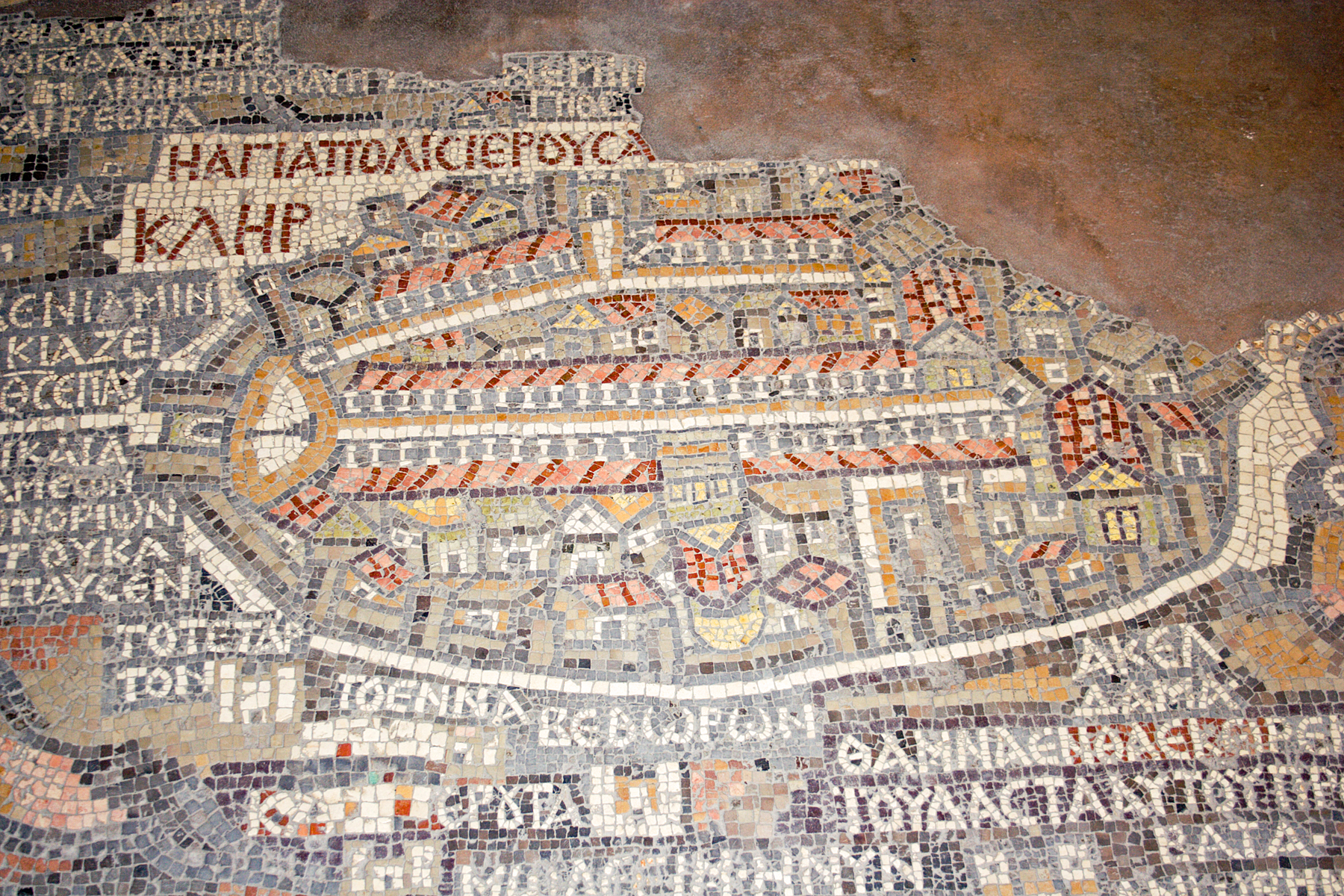
Darstellung Jerusalems auf der Mosaikkarte von Madaba

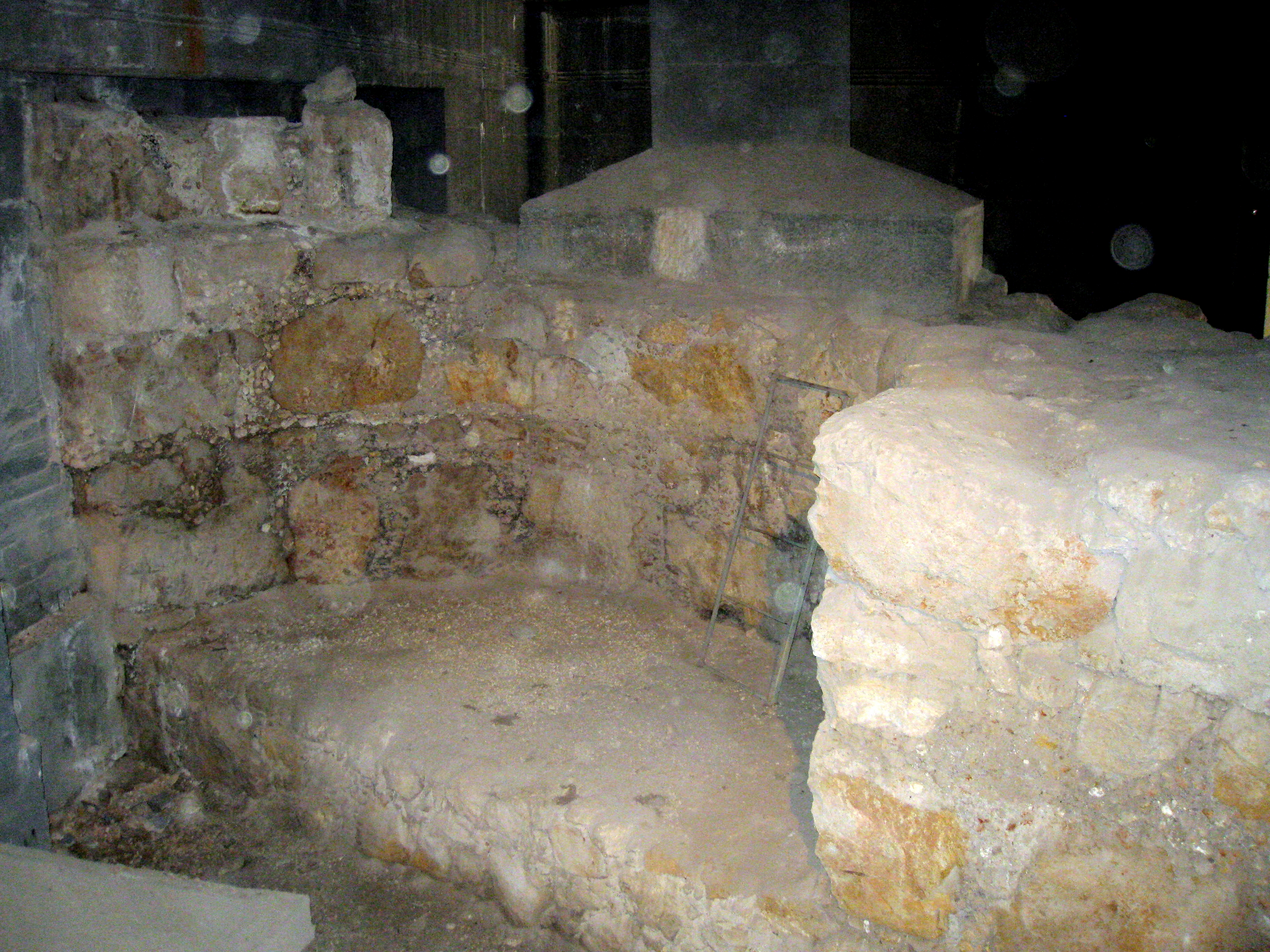
Reste einer Apsis

Die Nea-Kirche (Neue Kirche) wurde im Auftrag von Justinian I. in Jerusalem errichtet. Sie war der Mutter Gottes geweiht. Der Bau gilt als eines der wichtigsten Prachtbauten dieses Herrschers. Sie wurde am 20. November 543 geweiht.
Die Nea-Kirche wird bei verschiedenen byzantinischen Autoren beschrieben. Vor allem Prokopios von Caesarea (Bauten 5, 6) beschrieb ihre Konstruktion und ihr Aussehen ausführlich. Eine kleine schematische Abbildung des Baues findet sich auf der Mosaikkarte von Madaba.
Die Kirche wurde 614 während der Eroberung von Jerusalem durch die Sassaniden mehrmals schwer beschädigt und schließlich zerstört. Während der Zeit der Umayyaden dienten die Reste der Kirche als Baumaterial.
Reste des Baues konnten bei Ausgrabungen unter der Leitung von Nahman Avigad lokalisiert werden. Demnach war der Bau etwa 116 m lang und 57 m breit. Der Fußboden war mit Marmor belegt. Das Dach wurde von Säulenreihen gestützt. Im Westen öffnete sich der Bau zum Cardo, der säulengeschmückten Hauptstraße der Stadt. Hier am Eingang sollen sich auch zwei gigantische Säulen befunden haben. Hier gab es auch einen Vorplatz, der wiederum reich mit Säulen dekoriert war. Auch an den Längsseiten der Kirche befanden sich Säulenhöfe. Im Osten gab es drei Apsiden, wobei die Kirchenmauer hier teilweise bis zu 6,5 m breit war. Das Gelände in Jerusalem ist sehr hügelig. Deshalb musste für die Kirche ein Podium errichtet werden, auf dem der Bau erst erbaut werden konnte. Dazu wurden gigantische Gewölbe errichtet, die zum Teil ausgegraben sind und damals auch als Zisternen dienten.